# 远轴鳞毛蕨
远轴鳞毛蕨（学名：Dryopteris dickinsii），为鳞毛蕨科鳞毛蕨属下的一个植物种。